# Sudáfrica en los Juegos Olímpicos de Atlanta 1996
Sudáfrica estuvo representada en los Juegos Olímpicos de Atlanta 1996 por un total de 84 deportistas que compitieron en 14 deportes.  
El portador de la bandera en la ceremonia de apertura fue el boxeador Masibulele Makepula.

## Medallistas
El equipo olímpico sudafricano obtuvo las siguientes medallas:
| Nombre          | Deporte   | Competición     |
| --------------- | --------- | --------------- |
| Oro             |           |                 |
| Josia Thugwane  | Atletismo | Maratón M       |
| Penelope Heyns  | Natación  | 100 m braza F   |
| Penelope Heyns  | Natación  | 200 m braza F   |
| Plata           |           |                 |
| Hezekiél Sepeng | Atletismo | 800 m M         |
| Bronce          |           |                 |
| Marianne Kriel  | Natación  | 100 m espalda F |